# Ekstraliga polska w piłce nożnej kobiet (2024/2025)
Ten artykuł dotyczy trwającego lub niedawnego wydarzenia sportowego. Informacje w nim zamieszczone mogą się zmienić lub zdezaktualizować wraz z postępem zdarzenia. Początkowe doniesienia, wyniki lub statystyki mogą być niepewne. Ostatnie aktualizacje do tego artykułu mogą nie odzwierciedlać najbardziej aktualnych informacji.
Ekstraliga polska w piłce nożnej kobiet 2024/2025 – 46. edycja najwyższej w hierarchii klasy kobiecych ligowych rozgrywek piłkarskich w Polsce.
Organizatorem rozgrywek jest Departament Piłkarstwa Kobiecego PZPN, a bierze w nich udział 12 profesjonalnych klubów piłkarskich. Mistrz kraju otrzymuje prawo gry w turnieju kwalifikacyjnym Ligi Mistrzyń UEFA w następnym sezonie. Do I ligi spadną dwa ostatnie zespoły. Tytułu mistrzowskiego po raz pierwszy broni Pogoń Szczecin. Absolutnymi beniaminkami są Skra Ladies Częstochowa oraz Resovia Rzeszów.
Zmagania rozpoczęły się 10 sierpnia 2024. W meczu inaugurującym sezon GKS Katowice wygrały z Grot SMS Łódź 1:0. Pierwszą bramkę rozgrywek strzeliła w 16. minucie Amelia Bińkowska. Od sezonu 2024/2025 do zakończenia edycji 2026/2027 wszystkie spotkania rozgrywane będą piłką Numero 10 duńskiej marki Select. Przed rozpoczęciem każdych rozgrywek kluby otrzymają 40 oficjalnych piłek.
5 marca 2025 r. sponsorem tytularnym Stomilanek Olsztyn zostało przedsiębiorstwo energetyczne Energa. W wyniku umowy klub zaczął występować pod zmienioną nazwą. 11 marca 2025 r. Departament Piłkarstwa Kobiecego opublikował komunikat o wycofaniu się z rozgrywek Orlen Ekstraligi drużyny FC Skra Ladies Częstochowa. Wyznaczone zgodnie z terminarzem rozgrywek mecze z udziałem tej drużyny w rundzie wiosennej 2024/2025 zostały odwołane. 
Na dwie kolejki przed zakończeniem rozgrywek mistrzyniami po raz drugi w historii ligi zostały zawodniczki GKS Katowice. Drugim spadkowiczem na kolejkę przez końcem sezonu została Resovia Rzeszów.

## Drużyny
| Uczestnicy poprzedniej edycji                                                                                 | Uczestnicy poprzedniej edycji | Uczestnicy poprzedniej edycji | Uczestnicy poprzedniej edycji |
| --- | ----------------------------- | ----------------------------- | ----------------------------- |
| POG | Pogoń Szczecin                | 1                             |                               |
| GKS | GKS Katowice                  | 2                             |                               |
| CZS | Czarni Sosnowiec              | 3                             |                               |
| USŁ | UKS SMS Łódź                  | 4                             |                               |
| APL | APLG Gdańsk                   | 5                             |                               |
| GKŁ | Górnik Łęczna                 | 6                             |                               |
| ŚLĄ | Śląsk Wrocław                 | 7                             |                               |
| TCZ | Pogoń Tczew                   | 8                             |                               |
| BIE | Rekord Bielsko-Biała          | 9                             |                               |
| STO | Stomilanki Olsztyn            | 10                            |                               |
| Awans z I ligi                                                                                                |                               |                               |                               |
| RES | Resovia                       | 1                             |                               |
| SLC | Skra Ladies Częstochowa       | 2                             |                               |
| Oznaczenia: - kolumna pierwsza – skróty nazw drużyn, - kolumna trzecia – miejsce zajęte w poprzednim sezonie. |                               |                               |                               |

## Rozgrywki

### Tabela
| Lp. | Drużyna                     | M  | Z  | R | P  | B+ | B– | +/– | Pkt | Kwalifikacja lub spadek                   |
| --- | --------------------------- | -- | -- | - | -- | -- | -- | --- | --- | ----------------------------------------- |
| 1   | GKS Katowice (M)            | 22 | 21 | 0 | 1  | 74 | 8  | +66 | 63  | Liga Mistrzyń UEFA • I runda eliminacyjna |
| 2   | Czarni Sosnowiec            | 22 | 17 | 1 | 4  | 83 | 17 | +66 | 52  |                                           |
| 3   | Pogoń Szczecin              | 22 | 17 | 0 | 5  | 60 | 20 | +40 | 51  |                                           |
| 4   | Górnik Łęczna               | 22 | 15 | 2 | 5  | 54 | 19 | +35 | 47  |                                           |
| 5   | Śląsk Wrocław               | 22 | 12 | 2 | 8  | 48 | 36 | +12 | 38  |                                           |
| 6   | Grot SMS Łódź               | 22 | 9  | 6 | 7  | 31 | 17 | +14 | 33  |                                           |
| 7   | APLG Gdańsk                 | 22 | 8  | 4 | 10 | 30 | 34 | −4  | 28  |                                           |
| 8   | Rekord Bielsko-Biała        | 22 | 7  | 3 | 12 | 21 | 40 | −19 | 24  |                                           |
| 9   | Energa Stomilanki Olsztyn   | 22 | 4  | 4 | 14 | 25 | 68 | −43 | 16  |                                           |
| 10  | Pogoń Tczew                 | 22 | 5  | 3 | 14 | 24 | 58 | −34 | 18  |                                           |
| 11  | Resovia Rzeszów (S)         | 22 | 1  | 5 | 16 | 16 | 79 | −63 | 8   | Spadek do I ligi                          |
| 12  | Skra Ladies Częstochowa (S) | 22 | 1  | 0 | 21 | 5  | 75 | −70 | 3   | Wycofana                                  |

1. ↑  FC Skra Ladies Częstochowa oficjalnie wycofała się po 14. kolejce rundy wiosennej 2024/2025 po trzykrotnym nieprzystąpieniu do zawodów[5].

### Wyniki
| Gospodarz \ Gość          | APL | BIE | CZS | GKŁ | GKS | POG | RES  | SLC | STO  | TCZ | ŚLĄ | USŁ |
| ------------------------- | --- | --- | --- | --- | --- | --- | ---- | --- | ---- | --- | --- | --- |
| APLG Gdańsk               |     | 2–1 | 0–0 | 0–2 | 0–2 | 2–3 | 2–0  | 3–0 | 3–1  | 1–1 | 2–0 | 1–1 |
| Rekord Bielsko-Biała      | 2–1 |     | 0–6 | 0–0 | 0–2 | 0–4 | 1–0  | wo  | 3–0  | 0–2 | 1–3 | 0–3 |
| Czarni Sosnowiec          | 6–0 | 2–0 |     | 1–2 | 0–5 | 0–1 | 10–0 | wo  | 12–0 | 5–0 | 6–3 | 2–0 |
| Górnik Łęczna             | 2–0 | 0–1 | 1–2 |     | 2–0 | 1–0 | 1–1  | wo  | 4–0  | 6–0 | 1–2 | 1–0 |
| GKS Katowice              | 4–0 | 6–0 | 2–1 | 2–0 |     | 2–1 | 7–0  | wo  | 5–0  | 7–2 | 3–0 | 1–0 |
| Pogoń Szczecin            | 1–0 | 4–1 | 1–2 | 5–2 | 1–3 |     | 8–1  | 9–0 | 1–0  | 2–0 | 6–3 | 0–1 |
| Resovia Rzeszów           | 1–4 | 0–4 | 0–6 | 0–6 | 0–4 | 0–2 |      | 1–2 | 2–2  | 1–1 | 2–3 | 1–4 |
| Skra Ladies Częstochowa   | wo  | 0–2 | 0–4 | 0–6 | 1–6 | wo  | wo   |     | wo   | wo  | 0–4 | 0–2 |
| Energa Stomilanki Olsztyn | 1–4 | 1–1 | 2–7 | 1–5 | 0–3 | 1–2 | 0–0  | 3–2 |      | 2–0 | 1–2 | 3–4 |
| Pogoń Tczew               | 2–1 | 3–1 | 0–5 | 2–4 | 0–3 | 0–3 | 3–3  | 2–0 | 1–2  |     | 2–3 | 0–3 |
| Śląsk Wrocław             | 3–0 | 1–0 | 0–2 | 2–4 | 0–3 | 1–2 | 6–0  | wo  | 5–0  | 3–0 |     | 0–0 |
| Grot SMS Łódź             | 1–1 | 0–0 | 0–1 | 0–1 | 0–1 | 0–1 | 3–0  | wo  | 2–2  | 3–0 | 1–0 |     |

### Lider kolejka po kolejce
CZS – Czarni Sosnowiec, GKS – GKS Katowice

## Statystyki

### Najlepsze strzelczynie
| Gol | Zawodnik            | Drużyna          |
| --- | ------------------- | ---------------- |
| 16  | Julia Piętakiewicz  | Górnik Łęczna    |
| 15  | Kornelia Okoniewska | Pogoń Szczecin   |
| 14  | Klaudia Miłek       | Czarni Sosnowiec |
| 11  | Marcelina Buś       | Śląsk Wrocław    |
| 11  | Klaudia Maciążka    | GKS Katowice     |
| 10  | Karlīna Miksone     | Czarni Sosnowiec |
| 9   | Patrycja Sarapata   | Czarni Sosnowiec |
| 8   | Zuzanna Grzywińska  | Czarni Sosnowiec |
| 8   | Kinga Kozak         | GKS Katowice     |
| 8   | Marcjanna Zawadzka  | Górnik Łęczna    |
| 8   | Klaudia Fabová      | APLG Gdańsk      |

Ostatnia aktualizacja: 2025-05-11.

### Hat-tricki
| Zawodniczka          | Drużyna          | Spotkanie                                    | Rezultat | Kolejka | Data       |
| -------------------- | ---------------- | -------------------------------------------- | -------- | ------- | ---------- |
| Klaudia Miłek        | Czarni Sosnowiec | Czarni Sosnowiec – Pogoń Tczew               | 5:0      | 1.      | 11.08.2024 |
| Natalia Oleszkiewicz | Pogoń Szczecin   | Pogoń Tczew – Pogoń Szczecin                 | 0:3      | 2.      | 18.08.2024 |
| Nicola Brzęczek      | GKS Katowice     | Skra Ladies Częstochowa – GKS Katowice       | 1:6      | 3.      | 24.08.2024 |
| Zuzanna Grzywińska   | Czarni Sosnowiec | Czarni Sosnowiec – Energa Stomilanki Olsztyn | 12:0     | 3.      | 24.08.2024 |
| Marcjanna Zawadzka   | Górnik Łęczna    | Górnik Łęczna – Pogoń Tczew                  | 6:0      | 5.      | 14.09.2024 |
| Marcelina Buś        | Śląsk Wrocław    | Śląsk Wrocław – Resovia Rzeszów              | 6:0      | 7.      | 29.09.2024 |
| Kornelia Okoniewska  | Pogoń Szczecin   | Pogoń Szczecin – Skra Ladies Częstochowa     | 9:0      | 7.      | 29.09.2024 |
| Marcelina Buś        | Śląsk Wrocław    | Skra Ladies Częstochowa – Śląsk Wrocław      | 0:4      | 8.      | 06.10.2024 |
| Amelia Bińkowska     | GKS Katowice     | GKS Katowice – Rekord Bielsko-Biała          | 1:6      | 10.     | 02.11.2024 |
| Nikol Kaletka        | Czarni Sosnowiec | Energa Stomilanki Olsztyn – Czarni Sosnowiec | 2:7      | 14.     | 09.03.2025 |
| Kornelia Okoniewska  | Pogoń Szczecin   | Pogoń Szczecin – Resovia                     | 8:1      | 17.     | 13.04.2025 |
| Julia Piętakiewicz   | Górnik Łęczna    | Resovia – Górnik Łęczna                      | 0:6      | 20.     | 01.05.2025 |
| Kinga Kozak          | GKS Katowice     | GKS Katowice - Pogoń Tczew                   | 7:2      | 20.     | 01.05.2025 |
| Aleksandra Nieciąg   | GKS Katowice     | GKS Katowice - Pogoń Tczew                   | 7:2      | 20.     | 01.05.2025 |

1. ↑  Zawodniczka zdobyła 4 gole.
2. ↑  Zawodniczka zdobyła 5 goli.
3. ↑  Zawodniczka zdobyła 5 goli.
4. ↑  Zawodniczka zdobyła 4 gole.
5. ↑  Zawodniczka zdobyła 4 gole.

Ostatnia aktualizacja: 2025-05-04.

### Czyste konta
|    |      | Zawodniczka        | Drużyna          |
| -- | ---- | ------------------ | ---------------- |
| 13 | (19) | Kinga Seweryn      | GKS Katowice     |
| 7  | (12) | Martyna Małysa     | Czarni Sosnowiec |
| 7  | (14) | Natalia Radkiewicz | Pogoń Szczecin   |
| 7  | (19) | Monika Sowalska    | Grot SMS Łódź    |
| 6  | (10) | Natalia Piątek     | Górnik Łęczna    |
| 6  | (8)  | Julia Woźniak      | Czarni Sosnowiec |

Ostatnia aktualizacja: 2025-05-11.

## Prezesi, sztab i kapitanki
| Klub                      | Prezes              | Prezes        | Trener/ka             | Trener/ka     | Kapitanka            | Źródło        |
| ------------------------- | ------------------- | ------------- | --------------------- | ------------- | -------------------- | ------------- |
| APLG Gdańsk               | Tomasz Bocheński    | od 19.08.2010 | Tomasz Borkowski      | od 2016       | Marta Michlewicz     | [ 21 ]        |
| Rekord Bielsko-Biała      | Janusz Szymura      | od 2009       | Mateusz Żebrowski     | od 22.02.2022 | Klaudia Olejniczak   | [ 22 ]        |
| Czarni Sosnowiec          | Robert Majewski     | od 02.06.2020 | Sebastian Stemplewski | od 23.12.2023 | Daria Kurzawa        | [ 23 ] [ 24 ] |
| Górnik Łęczna             | Dawid Osowski       | od 2020       | Artur Bożyk           | od 08.03.2025 | Marcjanna Zawadzka   | [ 25 ]        |
| GKS Katowice              | Krzysztof Nowak     | od 25.08.2023 | Karolina Koch         | od 19.03.2022 | Anita Turkiewicz     | [ 26 ] [ 27 ] |
| Pogoń Tczew               | Kazimierz Sroka     | od 23.06.2016 | Mateusz Sroka         | od 23.06.2016 | Martyna Tryka        | [ 28 ]        |
| Pogoń Szczecin            | Artur Dmowski       | od 07.11.2023 | Piotr Łęczyński       | od 18.07.2023 | Emilia Zdunek        | [ 29 ] [ 30 ] |
| Resovia Rzeszów           | Sebastian Skalski   | od 24.02.2024 | Łukasz Chmura         | od 09.07.2024 | Aleksandra Michalska | [ 31 ] [ 32 ] |
| Skra Ladies Częstochowa   | Marek Soberka       | od 16.02.2024 | Szymon Młynek         | od 01.08.2024 | Justyna Matusiak     | [ 33 ] [ 34 ] |
| Energa Stomilanki Olsztyn | Dariusz Maleszewski | od 08.01.2011 | Dariusz Maleszewski   | od 09.2010    | Katarzyna Kałużna    | [ 35 ]        |
| Śląsk Wrocław             | Patryk Załęczny     | od 11.09.2023 | Przemysław Piekielny  | od 03.04.2025 | Joanna Wróblewska    | [ 36 ] [ 37 ] |
| Grot SMS Łódź             | Janusz Matusiak     | od 1999       | Marek Chojnacki       | od 2016       | Patrycja Balcerzak   | [ 38 ] [ 39 ] |

Ostatnia aktualizacja: 2025-05-11.

### Zmiany w sztabach
| Klub                    | Były trener/ka | Data odejścia | Powód                 | Nowy trener/ka       | Data zatrudnienia | Źródło        |
| ----------------------- | -------------- | ------------- | --------------------- | -------------------- | ----------------- | ------------- |
| Przed sezonem           |                |               |                       |                      |                   |               |
| Resovia Rzeszów         | Łukasz Wojtala | 21.06.2024    | Koniec kontraktu      | Łukasz Chmura        | 09.07.2024        | [ 40 ] [ 31 ] |
| Skra Ladies Częstochowa | Patryk Mrugacz | 21.07.2024    | Rozwiązanie kontraktu | Szymon Młynek        | 01.08.2024        | [ 41 ] [ 34 ] |
| Przerwa zimowa          |                |               |                       |                      |                   |               |
| Górnik Łęczna           | Patryk Błaziak | 22.02.2025    | Rozwiązanie kontraktu | Maja Osińska         | 22.02.2025        | [ 42 ]        |
| Runda wiosenna          |                |               |                       |                      |                   |               |
| Górnik Łęczna           | Maja Osińska   | 08.03.2025    | Zmiana kontraktu      | Artur Bożyk          | 08.03.2025        | [ 25 ]        |
| Śląsk Wrocław           | Piotr Jagieła  | 03.04.2025    | Zmiana kontraktu      | Przemysław Piekielny | 03.04.2025        | [ 37 ]        |

## Stadiony
| Miejscowość | Miejscowość   | Stadion                                | Klub                      | Pojemność | Zdjęcie |
| ----------- | ------------- | -------------------------------------- | ------------------------- | --------- | ------- |
|             | Gdańsk        | Stadion Gdańskiego Ośrodka Sportu      | APLG Gdańsk               | 11 811    |         |
|             | Bielsko-Biała | Centrum Sportu Rekord                  | Rekord Bielsko-Biała      | 620       |         |
|             | Sosnowiec     | Stadion im. Jana Ciszewskiego          | Czarni Sosnowiec          | 700       |         |
|             | Łęczna        | Stadion Górnika Łęczna                 | Górnik Łęczna             | 7464      |         |
|             | Katowice      | Stadion GKS Katowice                   | GKS Katowice              | 6710      |         |
|             | Tczew         | Stadion im. Jana Stachowiaka           | Pogoń Tczew               | 1300      |         |
|             | Szczecin      | Stadion Miejski                        | Pogoń Szczecin            | 800       |         |
|             | Rzeszów       | Stadion Resovii                        | Resovia Rzeszów           | 3420      |         |
|             | Częstochowa   | Miejski Stadion Piłkarski – Loretańska | Skra Ladies Częstochowa   | 2500      |         |
|             | Olsztyn       | Stadion OSiR                           | Energa Stomilanki Olsztyn | 4500      |         |
|             | Wrocław       | Stadion Oporowska                      | Śląsk Wrocław             | 800       |         |
|             | Łódź          | Stadion Szkoły Mistrzostwa Sportowego  | Grot SMS Łódź             | 2000      |         |

1. ↑  Drużyna rozgrywa swoje mecze także na Polsat Plus Arena.
2. ↑  Drużyna ostatni w sezonie mecz domowy zagra na Arenie Katowice.
3. ↑  Drużyna rozgrywa swoje mecze na bocznym stadionie B3 oraz na głównym obiekcie.
4. ↑  Drużyna z powodu przebudowy obiektu rozgrywa mecze podczas rundy wiosennej na Stadionie Miejskim.
5. ↑  Drużyna rozgrywa swoje mecze także na Tarczyński Arena.

## Stroje i sponsorzy
| Klub | Sponsor techniczny | Sponsor strategiczny |
| --- | ------------------ | --- |
| APLG Gdańsk | adidas             | Orlen |
| Rekord Bielsko-Biała | Joma               | Rekord SI, Orlen |
| Czarni Sosnowiec | Joma               | Silesia Invest, Orlen |
| Górnik Łęczna | adidas             | Bogdanka, Orlen |
| GKS Katowice | hummel             | Superbet, Orlen |
| Pogoń Tczew | adidas             | Dekpol, Emka, Orlen |
| Pogoń Szczecin | Capelli Sport      | RT-Trans, Orlen, PGE |
| Resovia Rzeszów | Vigo               | Endorfina Platinum Gym & Fitness, OPTeam, Handloplex, Geokart-International, Orlen                                            |
| Skra Ladies Częstochowa | 3stu               | Orlen |
| Energa Stomilanki Olsztyn | adidas             | Energa, Miasto Olsztyn, Województwo warmińsko-mazurskie, Emka Logistics, R-Gol.com, Orlen, Warmiński Bank Spółdzielczy, Olfor |
| Śląsk Wrocław | Nike               | Jaxan, Orlen |
| Grot SMS Łódź | Zina               | Miasto Łódź, Grot, Orlen |
| Oznaczenia: - Jako sponsora technicznego należy rozumieć firmę, która dostarcza danemu klubowi sprzęt niezbędny do gry - Jako sponsora strategicznego należy rozumieć firmę, która reklamuje się na klatce piersiowej koszulki meczowej |                    | |